# Сигматизм
Сигмати́зм (Σ — сигма — греческая буква, обозначающая звук /s/) — вид косноязычия (расстройства речи), при котором нарушено произношение шипящих (/ʂ/ (ш), /ɕː/ (щ), /ʑ/ (ж), /t͡ɕ/ (ч)) и свистящих фонем (/z/ (з), /zʲ/ (з’), /s/ (с), /sʲ/ (с’), /t͡s/ (ц)). При сигматизме эти звуки произносятся искажённо, либо совсем выпадают из речи.

## Виды сигматизма
Существует несколько видов сигматизма.
Нарушение произношения свистящих или шипящих звуков, либо сразу обоих перечисленных типов звуков может наблюдаться при следующих типах сигматизма:
- Горловой (гортанный, ларингеальный) сигматизм. При данном типе сигматизма шипящие звуки заменяются грубым звуком с хрипотой, который возникает между ложными голосовыми связками.
- Губной (билабиальный, лабиальный) сигматизм. Сквозь приоткрытые зубы между выпяченными губами проникает струя воздуха, наталкиваясь на них. У страдающих этим типом сигматизма выходит дующий звук, похожий на /f/ (ф).
- Латеральный (боковой) сигматизм. Из-за неправильного положения языка при артикуляции, струя воздуха переходит от средней линии в стороны, влево или вправо, иногда по обеим сторонам.
- Интердентальный (межзубный) сигматизм. Происходит из-за отсутствия прикуса во время артикуляции, когда человек просовывает кончик языка между зубами, а нижняя челюсть опускается вниз. Вместо острого звука выходит мягкий шум между верхними резцами и языком, так как происходит наталкивание струи воздуха на мягкий кончик языка. Причина — прогнатизм, выпадение молочных зубов, прямой открытый прикус и вялость кончика языка.
- Аддентальный (призубный) сигматизм. Происходит оттого, что язык при артикуляции прижимается к задней поверхности резцов. По этой причине воздух проходит широкой струёй через переднюю часть языка между зубами.
- Нёбный (палатальный) сигматизм. Возникает при сильно оттянутом назад кончике языка, который близко подходит к твёрдому нёбу. Фрикационный шум возникает между верхними резцами и кончиком языка. Причиной нёбного сигматизма могут быть прогнатизм или патологический прикус.
- Назальный сигматизм. Назальный сигматизм происходит из-за нарушенной функции мягкого нёба. Из-за бездействия нёбной занавески струя воздуха идёт в нос, и сопровождается назализацией звука, который затем произносит человек.
- Губно-зубной (лабиодентальный) сигматизм. При губно-зубном сигматизме струя воздуха ударяется о нижнюю губу, которая находится рядом с верхними резцами, отчего происходит трение воздуха и возникает звук, схожий с /f/ (ф).

Шипящий и свистящий типы:
- Шипящий сигматизм: Произношение, при котором речь приобретает шипящий оттенок, конкретно это связано с звуками /s/ (с), /z/ (з), /t͡s/ (ц). При шипящем сигматизме кончик языка отходит назад от резцов, и образует таким образом значительно большу́ю полость. Полость больше, чем этого требуется для произношения свистящих звуков. Причиной шипящего сигматизма могут быть аномалии зубно-челюстной системы или частичное нарушение слуха.
- Свистящий сигматизм. Характерно произношение вместо /s/ (с) резкого свиста, причина — слишком узкий губной желобок.

## Сигматизм схематично

Некоторые виды сигматизма
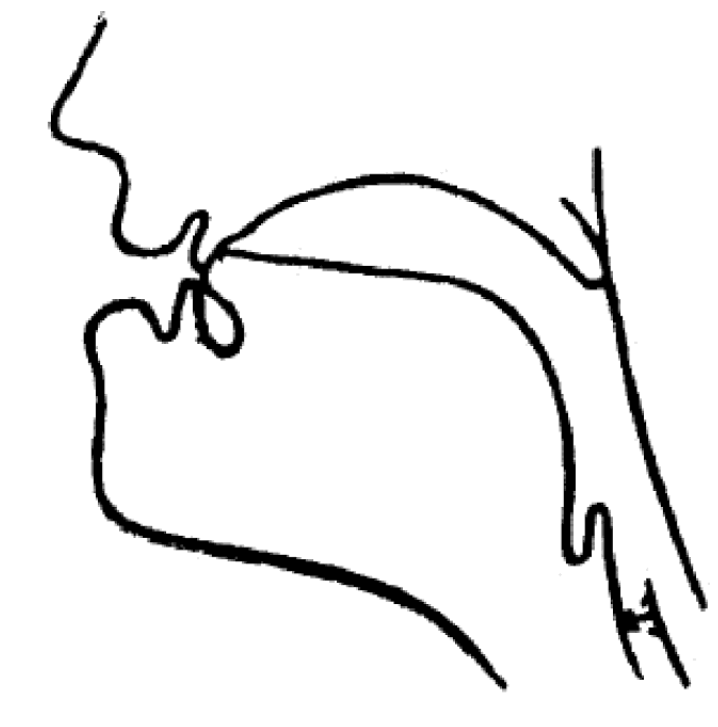
Аддентальный (призубный) сигматизм
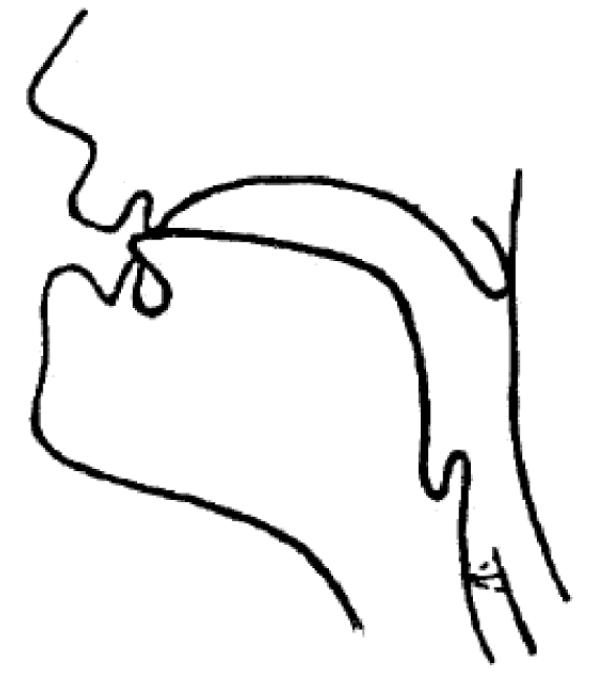
Интердентальный (межзубный) сигматизм
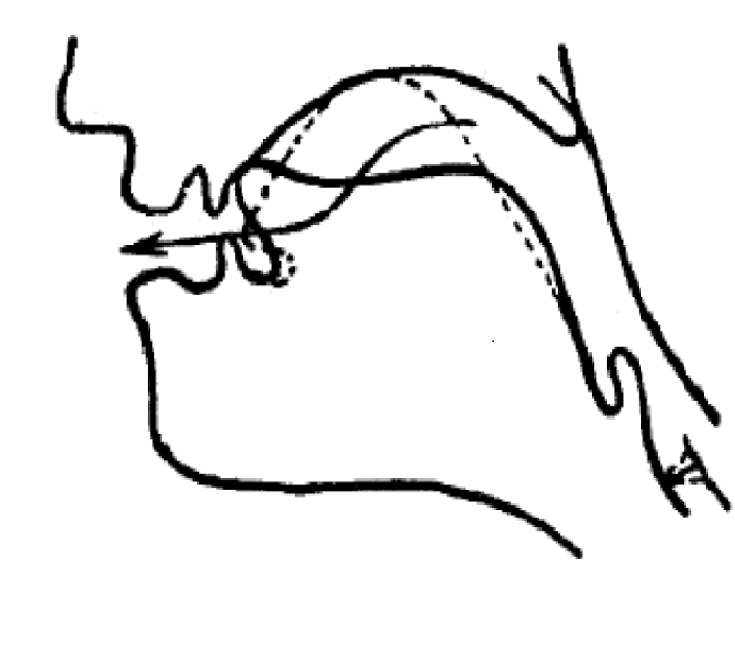
Латеральный (боковой) сигматизм
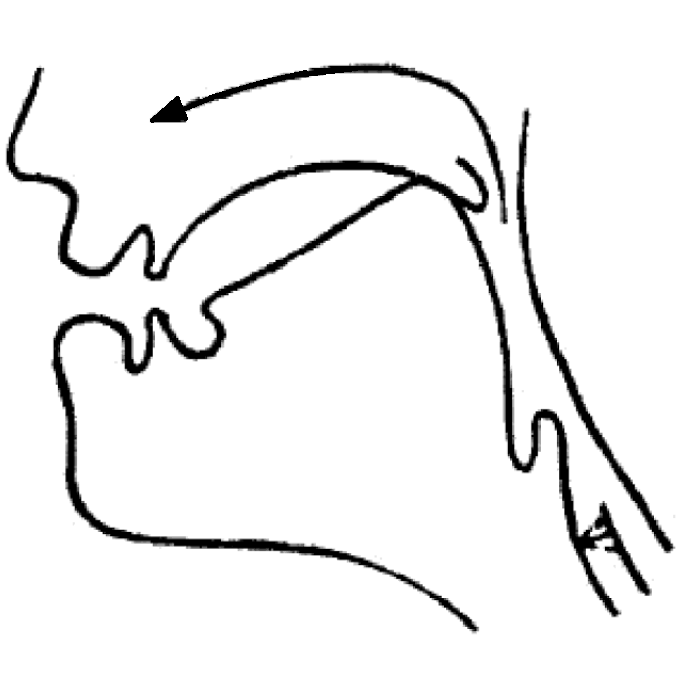
Носовой сигматизм
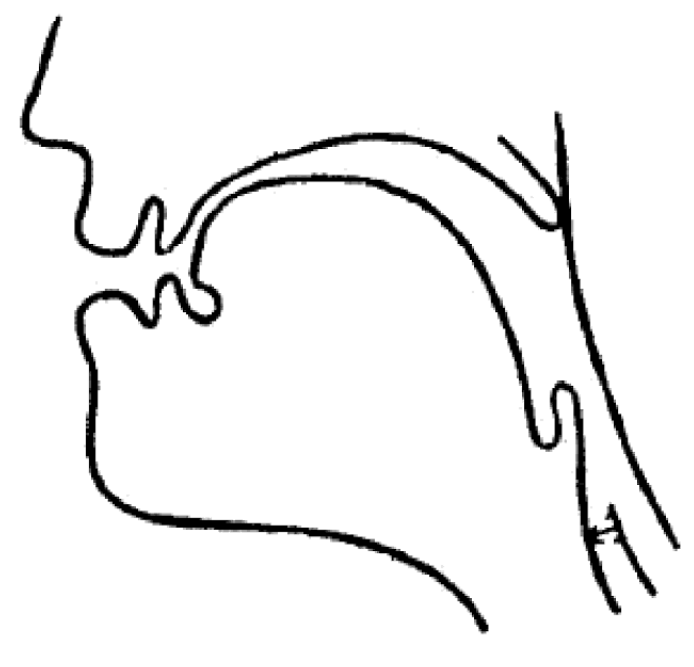
Шипящий сигматизм
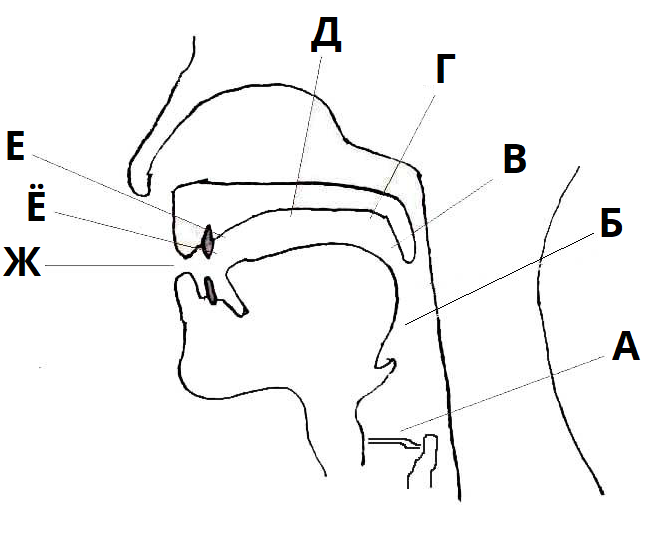
Места артикуляции у человека.